# Naturschutzgebiet Ahetal und Langes Siepen
Das Naturschutzgebiet Ahetal und Langes Siepen mit 40,73 ha Flächengröße liegt nordöstlich von Rehringhausen und im Kreis Olpe. Das Gebiet wurde 2020 mit dem Landschaftsplan Landschaftsplan Nr. 5 Rothaarvorhöhen zwischen Olpe und Altenhundem durch den Kreistag des Kreises Olpe als Naturschutzgebiet (NSG) ausgewiesen.

## Beschreibung
Das Schutzgebiet umfasst das Ahetal bis zur Quelle der Ahe, ferner fünf Zuflüsse der Ahe, die ein fingerförmig-verästeltes Quellbachsystem mit bewaldeten und naturnahen Siepen bilden. In Quell- und Siepenbereichen kommt die Waldschnepfe vor. Wobei das Schutzgebiet bis an die Bebauung von Rehringhausen geht. Die Ahe und vier der Zuflüsse sind jeweils ein gesetzlich geschütztes Biotop nach § 30 BNatSchG. In mittleren und unteren Talabschnitten liegen Grünlandflächen, wobei die Ahe bachbegleitende Erlenwälder aufweist. Die artenreichen Grünlandbiotope weisen die für diese Lebensräume typischen Tier- und Pflanzenarten auf.
Zum NSG führt der Landschaftsplan auf: „Das Ahe-Quellbachsystem stellt ein außergewöhnlich dichtes, naturnahes System von Sickerquellen und Quellbächen und der für sie typischen gewässerbegleitenden Erlenwälder dar. Teile des Grünlandes sind artenreich ausgebildet.“

## Schutzzweck
Laut Landschaftsplan erfolgte die Ausweisung:
- „zur Erhaltung, Entwicklung und Wiederherstellung naturnaher Quellsiepen, bachbegleitender Erlenwälder und ihrer natürlichen Kontaktgesellschaften sowie artenreicher Grünlandbiotope und der für diese Lebensräume typischen Tier- und Pflanzenarten (u. a. Waldschnepfe),“
- „aus wissenschaftlichen, naturgeschichtlichen und landeskundlichen Gründen,“
- „wegen der Seltenheit, besonderen Eigenart und hervorragenden Schönheit des Gebietes,“
- „zur Sicherung als Kernfläche im Biotopverbund.“[1]

## Gebote
Für das NSG wurden sechs spezielle Gebote erlassen:
- „eine extensive landwirtschaftliche Nutzung der Grünlandstandorte (Mahd, Beweidung) zu gewährleisten,“
- „natürlicherweise vernässte Standorte zu erhalten und die Wiedervernässung auf entwässerten Standorten zu fördern,“
- „Gewässerrandstreifen als Pufferzone zum Schutz der Quellbäche anzulegen,“
- „den Alt- und Totholzanteil zu erhalten und zu vermehren,“
- „Niederwald abschnittsweise auf den Stock zu setzen, um die kulturhistorische Waldnutzungsform zu erhalten und die Vielfalt von Tier- und Pflanzenarten zu stärken,“
- „Nadelholzbestockung, welche Biotoptypen nach § 30 BNatSchG i. V. m. § 42 LNatSchG gefährdet, oder Flächen einnimmt, die standörtlich günstige Bedingungen für die Entwicklung seltener Waldgesellschaften bieten, vorrangig in Waldbestände aus lebensraumtypischen Laubholzarten umzuwandeln (Festsetzung nach § 12 LNatSchG).“[1]